# Atma S.A.
A ATMA Participações (antiga “Liq Corp” e “Contax Participações”) é uma holding brasileira com sede na cidade de São Paulo, no estado homônimo. A ATMA é um dos maiores grupos do país de prestação de serviços de terceirização de processos de negócio. 
Através de suas subsidiárias, atua nas áreas de atendimento a clientes (Contact Center e Trade Marketing) por meio da Liq; manutenção (Industrial e Facilities) por meio da Elfe; e tecnologia, por meio da Solvian. A ATMA tem suas ações listadas na B3 em São Paulo, sob o ticker ATMP3. Em 09 de Março de 2020, os acionistas da empresa, aprovaram um rebranding, passando-se à chamar Atma.

## Panorama geral
Em 2005, tornou-se uma empresa de capital aberto e foi a primeira do setor a lançar ações na Bolsa de Valores de São Paulo (Bovespa) atingindo com isso a liderança do setor.
Em 2011, a receita líquida da Contax ultrapassou R$ 2,98 bilhões de reais.
Tendo como presidente o brasileiro Marcelo Chianello, a empresa conta com aproximadamente 60 mil colaboradores, distribuídos em dez estados brasileiros (Rio de Janeiro, São Paulo, Minas Gerais, Bahia, Paraíba , Pernambuco, Ceará, Rio Grande do Sul, Santa Catarina, Paraná, Acre) e no Distrito Federal, além de operar na Argentina, na Colômbia e no Peru.  Realiza mais de 250 milhões de contatos por mês, através de telefone, correio, e-mail, torpedos, internet e chats . Seu faturamento é superior a R$ 3,6 bilhões.
Presta serviços a empresas como Citibank, Bradesco, Itaú, Santander, Ticket, Net, Leader Magazine, Souza Cruz, LATAM Airlines, Rede Globo, Claro, Vivo, Oi dentre outros. Em 2011, tornou-se a 3ª principal empresa  do seu segmento no mundo e uma das principais multinacionais brasileiras de serviços.

## Controle acionário
Em 2014,  o Conselho Administrativo de Defesa Econômica (Cade) aprovou  a saída da Portugal Telecom (PT) do capital social da Contax Participações. Assim, a Portugal Telecom deixou de ter participação na sociedade de contact center para concentrar seus investimentos no Brasil exclusivamente em atividades de telecomunicações por meio da operadora Oi, empresa com a qual pretende se fundir. Com a saída da PT, foram reorganizadas as participações no controle da Contax detidas pelos grupos Andrade Gutierrez (AG Telecom) e Jereissati (LF Tel) e o controle da Contax passou a ser exercido pela AG e LF, em conjunto com o outro acionista controlador, a Fundação Atlântico de Seguridade Social (FASS). Assim, as ações da Contax Participações passaram a  ser distribuídas da seguinte forma: 27,5% da CTX, 7% da AG, 7% da LF Tel, 1,1% da FASS e 57,5%  para free float (ações para livre negociação no mercado).